# 水野幸
水野 幸（みずの こう、生没年不詳）とは明治時代の東京の地本問屋。

## 来歴
水野幸吉か。明治年間に東京府日本橋区通油町18番地において地本問屋を営業している。明治17年（1884年）に3代目歌川広重の大判の錦絵揃物「東京土産名勝図会」を出版したことが知られる。